# Società italiana di e-learning
La Società italiana di e-learning (acronimo Sie-L), è un'associazione senza scopi di lucro che si propone di favorire lo sviluppo della formazione on line e delle attività di e-learning in Italia, soprattutto a livello universitario, post-universitario e scolastico.
La società si propone i seguenti scopi prioritari:
- promuove e incoraggia le esperienze di didattica a distanza, ne diffonde le caratteristiche, organizza corsi;
- si adopera per il riconoscimento del ruolo e della qualificazione professionale delle persone che operano nel settore;
- cura lo scambio di informazioni e le relazioni fra i vari Enti, pubblici e privati, nazionali ed internazionali, in particolare dell'ambito universitario, che coltivano tale ordine di studi e di applicazioni;
- favorisce la ricerca scientifica e la costituzione di gruppi e progetti di ricerca;
- promuove specifiche pubblicazioni di carattere scientifico e divulgativo, congressi, seminari e workshop sui temi dell'e-learning.